# Джабер I
Джабер I Щедрый (Джабер ибн Абдалла ас-Сабах, Джабер аль-Аиш) (араб. جابر بن عبد الله‎; ок. 1770 — 1859) — 3-й шейх Кувейта из династии ас-Сабах (1814—1859). Старший сын и преемник второго кувейтского шейха Абдаллы I (1762—1814).

## Биография
В мае 1814 года после смерти своего отца Абдаллы Джабер унаследовал кувейтский престол.
Правление шейха Джабера пришлось на период, традиционно называемый Pax Britannica — период доминирования Британской империи на море и в международных отношениях. Кувейт оказался в точке пересечения интересов двух могущественных держав — Британской и Османской империй. Великобритания имела свои интересы в Персидском заливе, через который проходил кратчайший на тот момент путь в Индию. Где-то дипломатическими уговорами, где-то денежными посулами англичане смогли убедить правителей многих прибрежных княжеств отказаться от суверенитета в обмен на военную и финансовую поддержку Британии. Джабер был одним из немногих правителей, кто пока устоял перед британцами и сотрудничал с турками-османами. В 1819 году кувейтцы участвовали в снабжении египетской армии во время её аравийской кампании. В 1842 году Джабер дал туркам-османам флот для участия в снятии с Медины осады, организованной мунтафиками. Одновременно с этим в 1840 году кувейтский шейх Джабер подписал с Великобританией договор о борьбе с пиратством в Персидском заливе. Это был первый полноценный внешнеполитический акт, заключенный Кувейт.
Последние годы правления шейха Джабера прошли в обстановке мира и спокойствия. Столица Кувейта разрослась настолько, что пришлось переносить крепостные стены на запад.
Шейх Джабер отличался исключительной мудростью, щедростью и благородством, раздавая щедрые пожертвования бедным и нуждающимся и принимая у себя беженцев, спасавшихся от тирании османов.
В 1859 году шейх Джабер ас-Сабах скончался, ему наследовал старший сын Сабах II (1859—1866).